# کریستیانو دا ماتا
کریستیانو مونتیرو دا ماتا (به انگلیسی: Cristiano Monteiro da Matta) (زادهٔ ۱۹ سپتامبر ۱۹۷۳ در بلو هوریزونته، مینا ژرایس) رانندهٔ حرفه‌ای سابق مسابقات اتومبیل‌رانی اهل برزیل است. او در سال ۲۰۰۲ قهرمان مسابقات کارت شد، و از سال ۲۰۰۳ تا ۲۰۰۴ با تیم تویوتا در مسابقات فرمول یک شرکت کرد.